# Iglesias barrocas de Filipinas
Las Iglesias barrocas de Filipinas es el término usado para designar a un conjunto de iglesias designadas como Patrimonio de la Humanidad por la Unesco en el año 1993, en las Filipinas. Su estilo arquitectónico único es una reinterpretación de la arquitectura barroca europea por los chinos y los artesanos filipinos.
El sitio comprende cuatro iglesias españolas construidas en el siglo XVI:
| Código  | Nombre                                   | Ubicación               | Coordenadas                                  |
| ------- | ---------------------------------------- | ----------------------- | -------------------------------------------- |
| 677-001 | Iglesia de San Agustín                   | Manila, Gran Manila     | 14°35′24″N 120°58′12″E / 14.59000, 120.97000 |
| 677-002 | Iglesia de Nuestra Señora de la Asunción | Santa María, Ilocos Sur | 17°21′45″N 120°32′15″E / 17.36250, 120.53750 |
| 677-003 | Iglesia de San Agustín                   | Paoay, Ilocos Norte     | 18°03′45″N 120°31′14″E / 18.06250, 120.52056 |
| 677-004 | Iglesia de Santo Tomás de Villanueva     | Miagao, Iloílo          | 10°38′45″N 122°14′10″E / 10.64583, 122.23611 |

## Galería

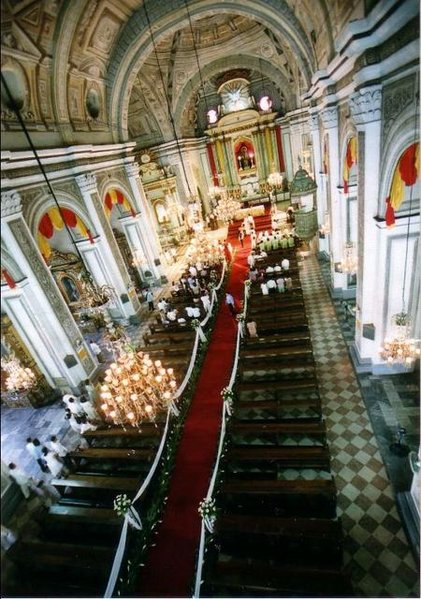
Iglesia de San Agustín de Manila.